# Shane Haboucha
Shane Edward Haboucha (27 de noviembre de 1990) es un actor de cine y televisión estadounidense. Interpretó a Robin en la película Justice League: The New Frontier en el 2008 y a David Carver en Desperation de 2006.

## Filmografía

### Cine
| Año  | Título                           | Rol          | Notas                    |
| ---- | -------------------------------- | ------------ | ------------------------ |
| 2006 | Desperation                      | David Carver | Película para televisión |
| 2008 | Justice League: The New Frontier | Robin        |                          |
| 2012 | The Actor                        | Jackson      | Película corta           |
| 2013 | 1981                             | Joven        | Película corta           |

### Televisión
| Año       | Título                              | Rol                     | Notas                   |
| --------- | ----------------------------------- | ----------------------- | ----------------------- |
| 2003      | The O.C.                            | Eric Ward               |                         |
| 2004      | Law and Order: Special Victims Unit | J.J. Ostilow            |                         |
| 2004      | The Bernie Mac Show                 | Hunter                  |                         |
| 2004      | Judging Amy                         | Travis Cooper           |                         |
| 2004      | That's So Raven                     | Emmett                  |                         |
| 2004      | Oliver Beene                        | Lackey #1               |                         |
| 2004–2005 | Everwood                            | Charlie Hayes           |                         |
| 2004–2005 | Justice League                      | Billy Batson / Superman |                         |
| 2005      | CSI: Crime Scene Investigation      | Andy Jones              |                         |
| 2005      | Monk                                | Jimmy Wagner            |                         |
| 2005      | Without a Trace                     | Ryan Wallace            |                         |
| 2005      | ER                                  | Barry Kendrick          | Episodio: "Dream House" |

### Vídeos musicales
| Año  | Artista            | Canción       |
| ---- | ------------------ | ------------- |
| 2003 | Fountains of Wayne | "Stacy's Mom" |